# Ottobeuren
Ottobeuren település Németországban, azon belül Bajorországban. Lakosainak száma 8767 fő (2023. december 31.).

## Népesség
A település népessége az elmúlt években az alábbi módon változott:
| Lakosok száma | 1447 | 4717 | 6896 | 7317 | 7949 | 8137 | 8273 | 8314 | 8594 | 8767 |
|               | 1875 | 1950 | 1975 | 1987 | 2012 | 2014 | 2016 | 2017 | 2021 | 2023 |

## Fekvése
Memmingentől délkeletre fekvő település.

## Története

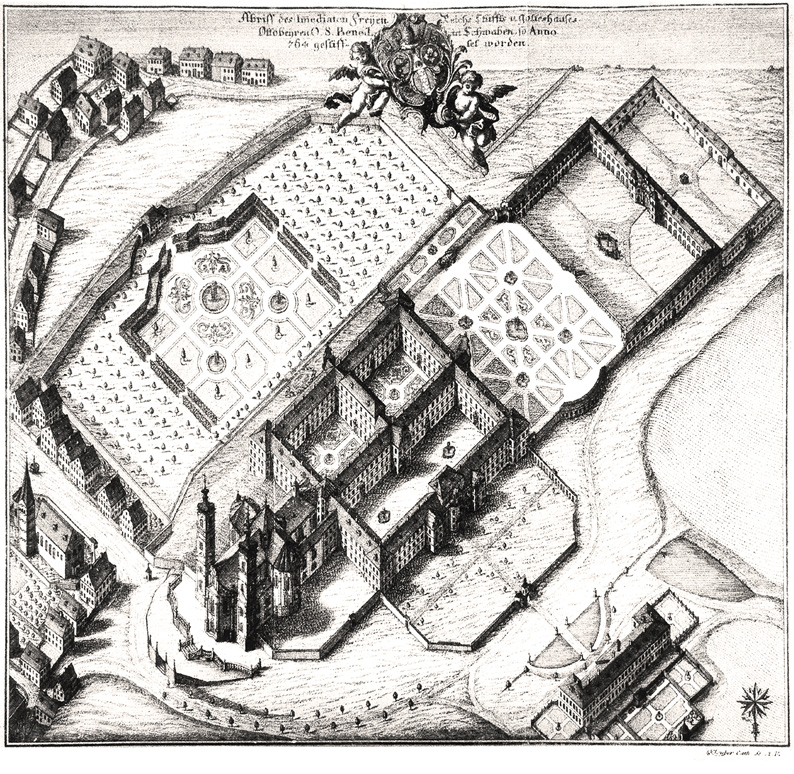
1766-os metszet

Ottobeuren hírnevét több mint ezer éve a 764-ben épült benedekrendi apátság (Benediktiner-Abtei) alapozta meg. A 18. század elején lebontották a középkori kolostort és templomát, és a legjelentősebb művészek bevonásával (pl.: Johann Michael Fischer) részben a régi alapfalak megtartásával az egész komplexumot újjáépítették.  Az 1811-1825 között épült kolostorépület egyik szárnya most gazdag egyházi gyűjtemény múzeuma. A hatalmas kéttornyú bazilika szentélye belenyúlik a kolostorfalba és hullámos alaprajza érdekes ellentéte a kolostor szigorúan négyzetes tömbjének. A bazilika épülete a német barokk egyik legjelentősebb alkotása. 1737-1766 között épült Johann Michael Fischer irányításával.

## Nevezetességek
- Bazilika - Szép barokk orgonája van, belső díszei: - Johann Jakob Zeiller freskói, Johann Michael Feuchtmayer stukkói - már a rokokó jegyében készültek. Az utóbbi évtizedek óta nagy közönséget vonzó hangversenyei kedvéért 1957-ben új modern orgonát építettek. A templom legrégibb kincse egy 12. századi román feszület és a román Szt. Ulrik-kehely.
- Kolostorépület - Az épületbe érve előbb szép barokk kerengőjén, "színháztermén" haladunk át, a császárok termébe érünk, melyet Anton Sturm 16 császárszobra díszít, majd a 44 márványoszloppal kialakított rokokó könyvtárterembe érünk, melyet Johann Baptist Zimmermann alakított ki.

## Galéria

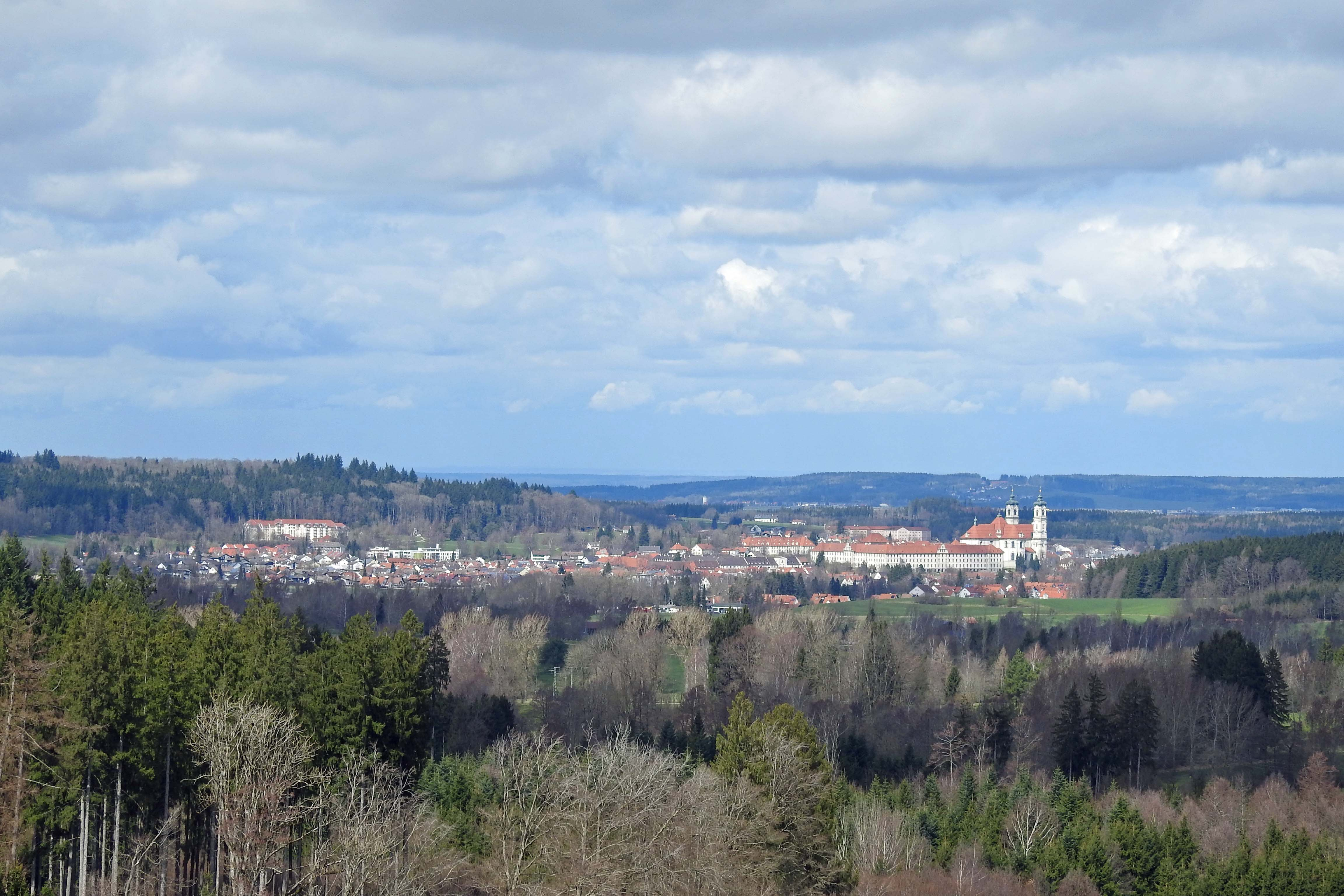
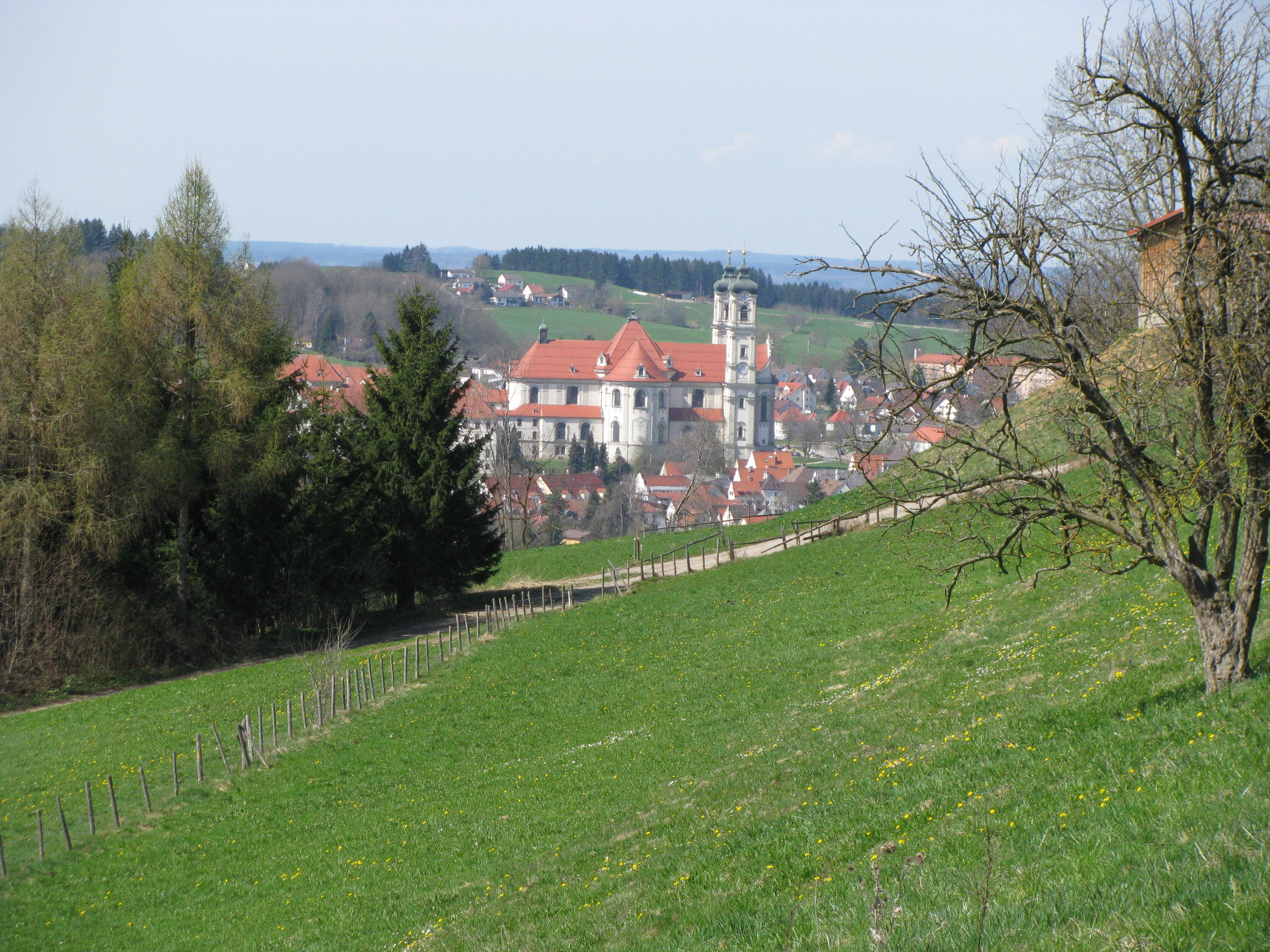
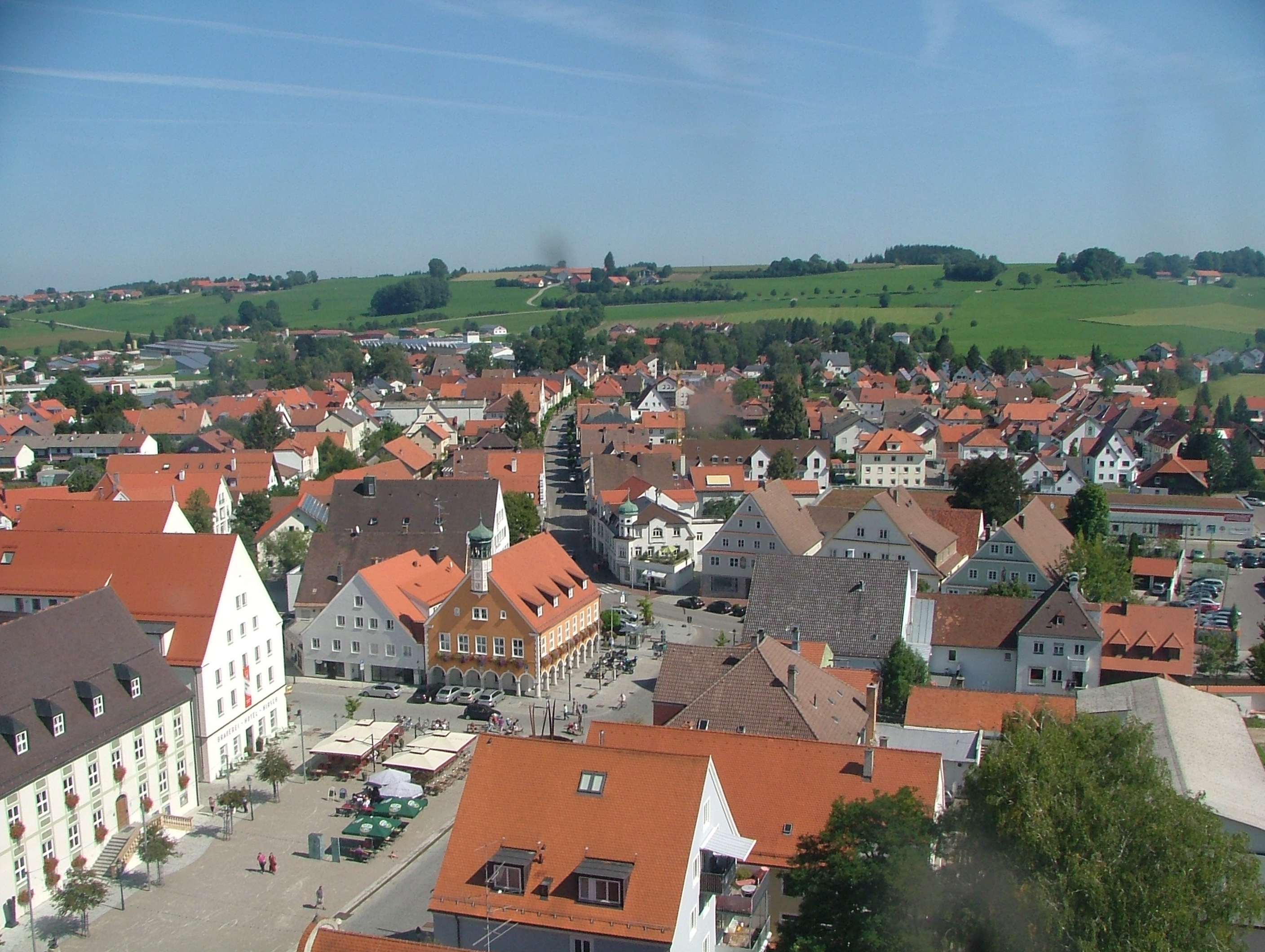
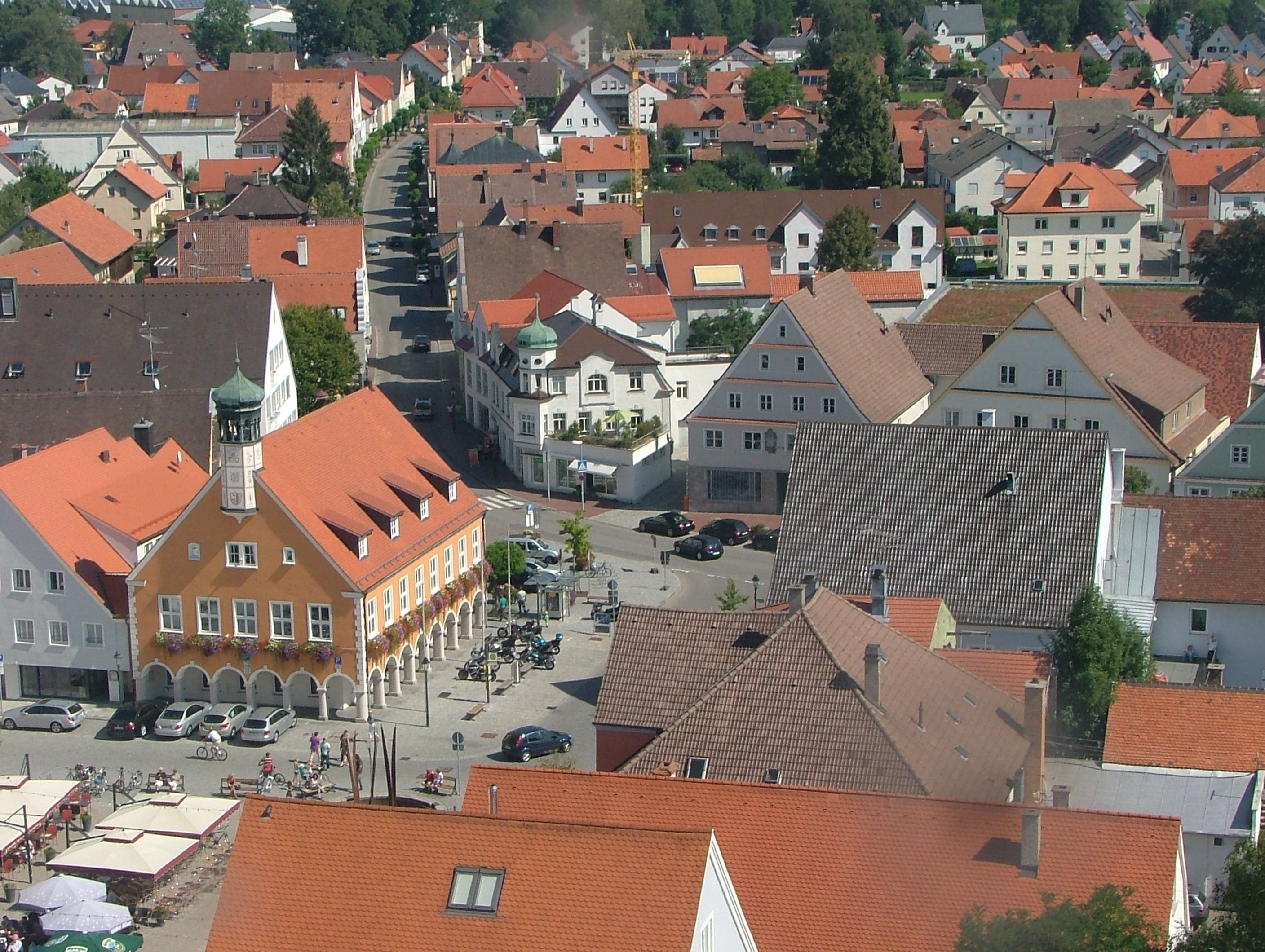
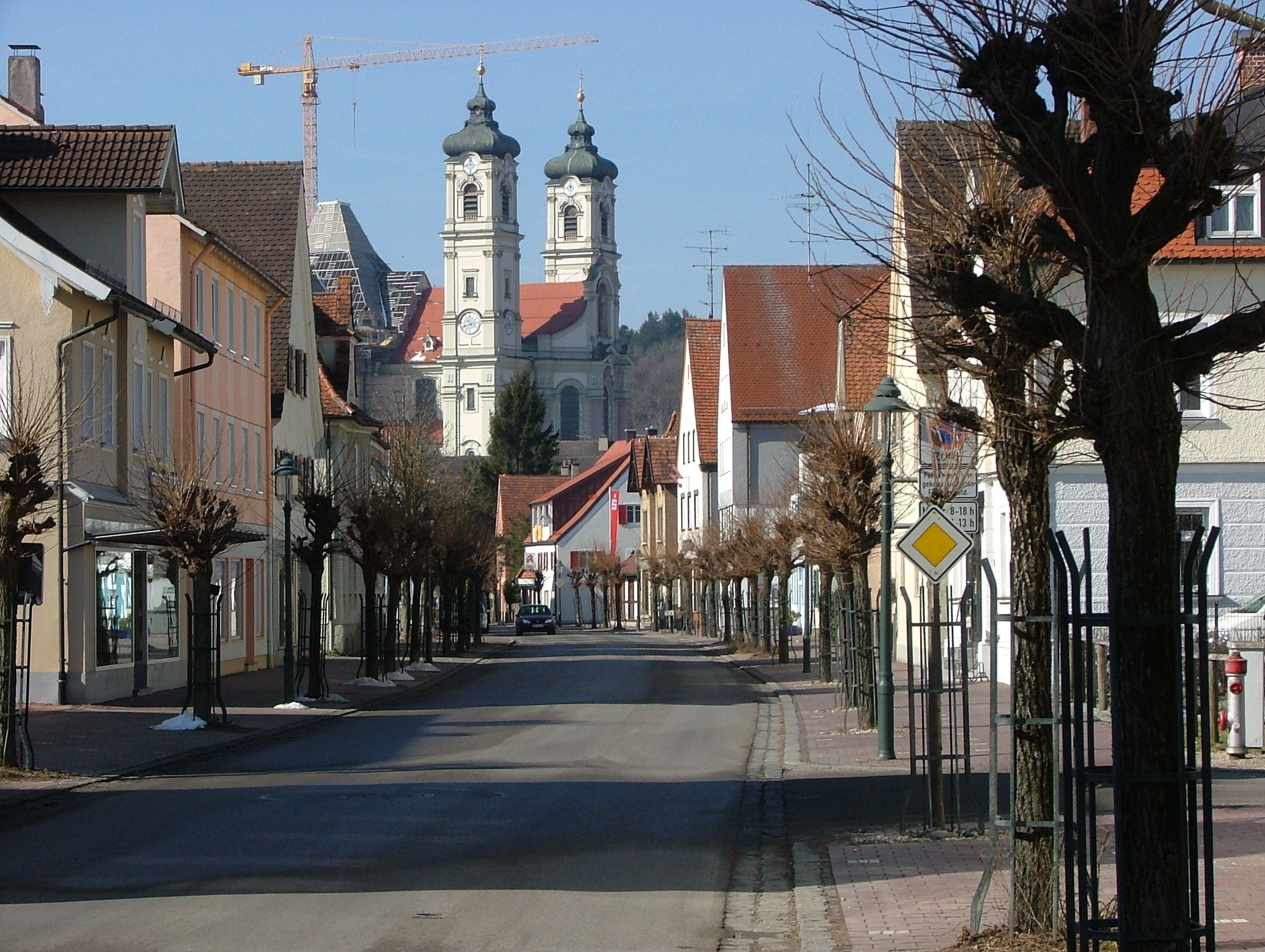
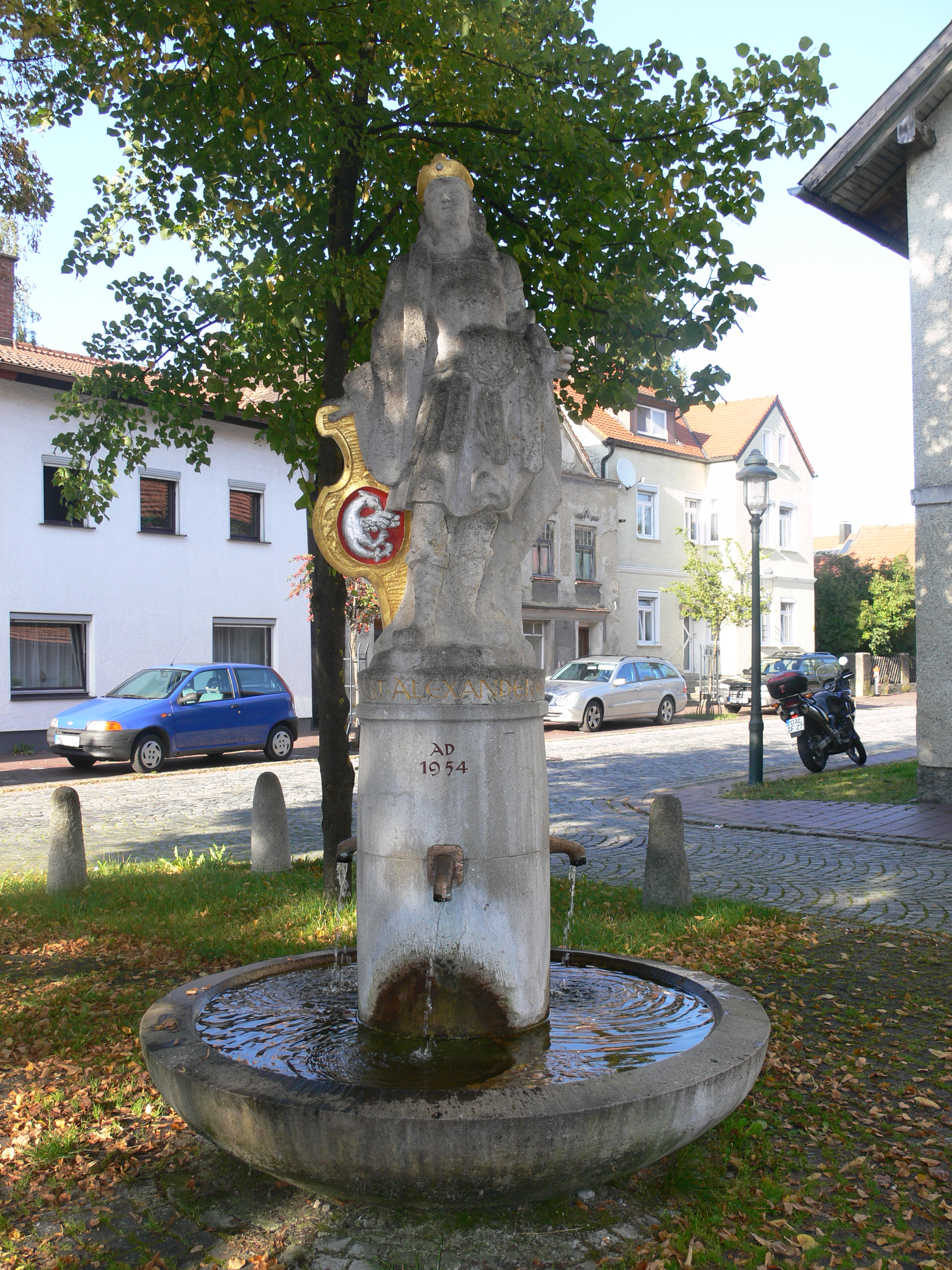
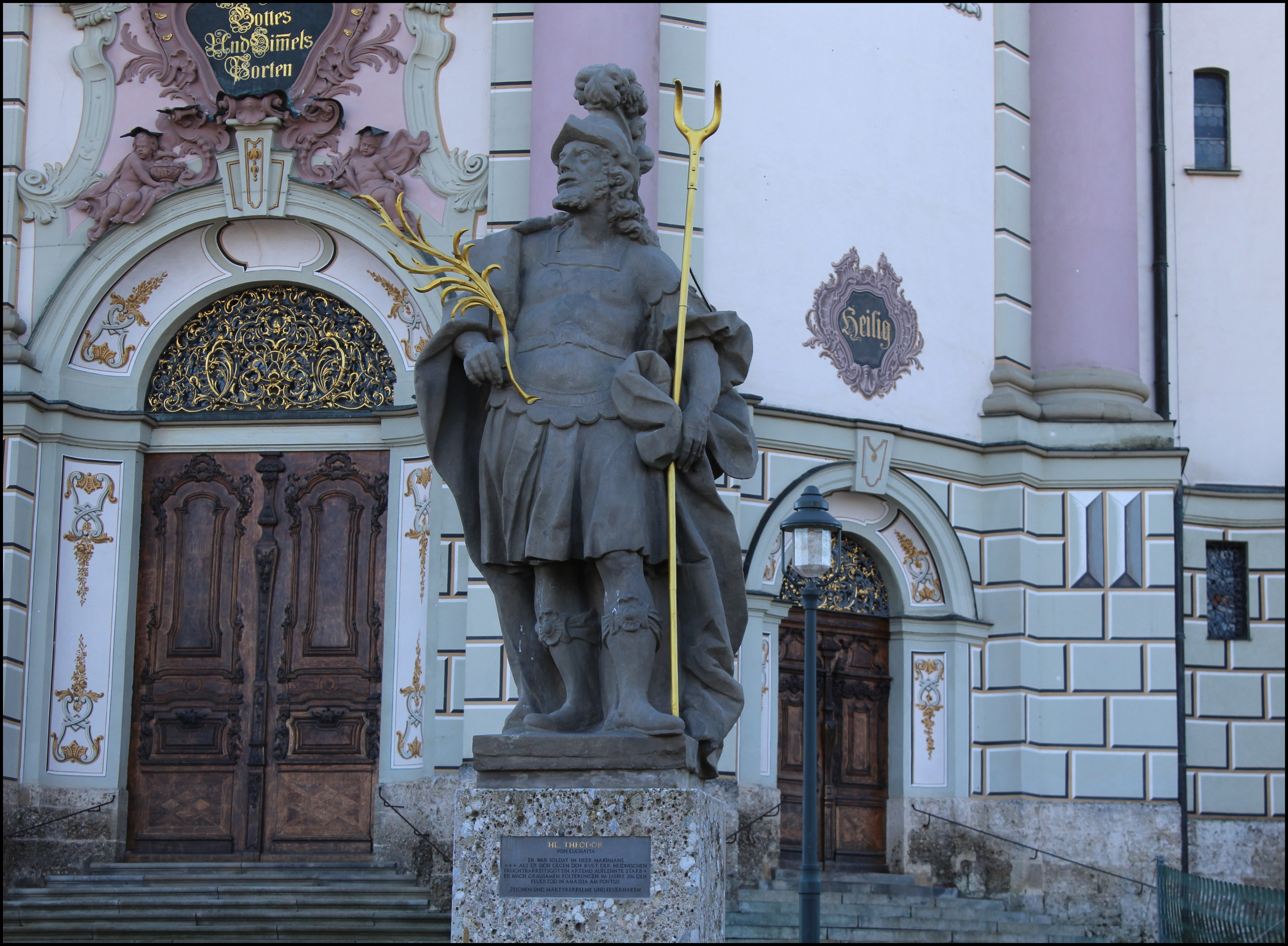
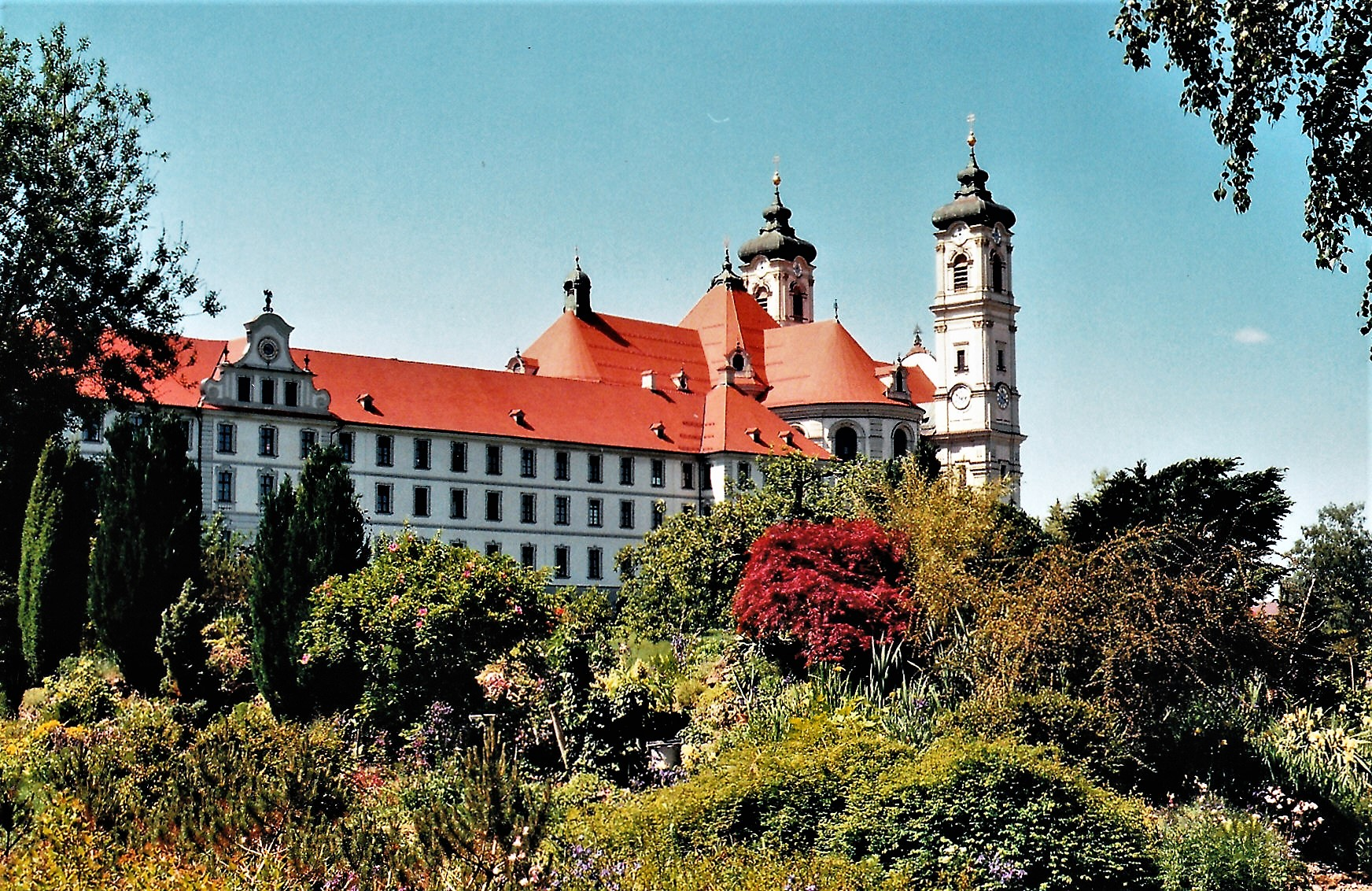
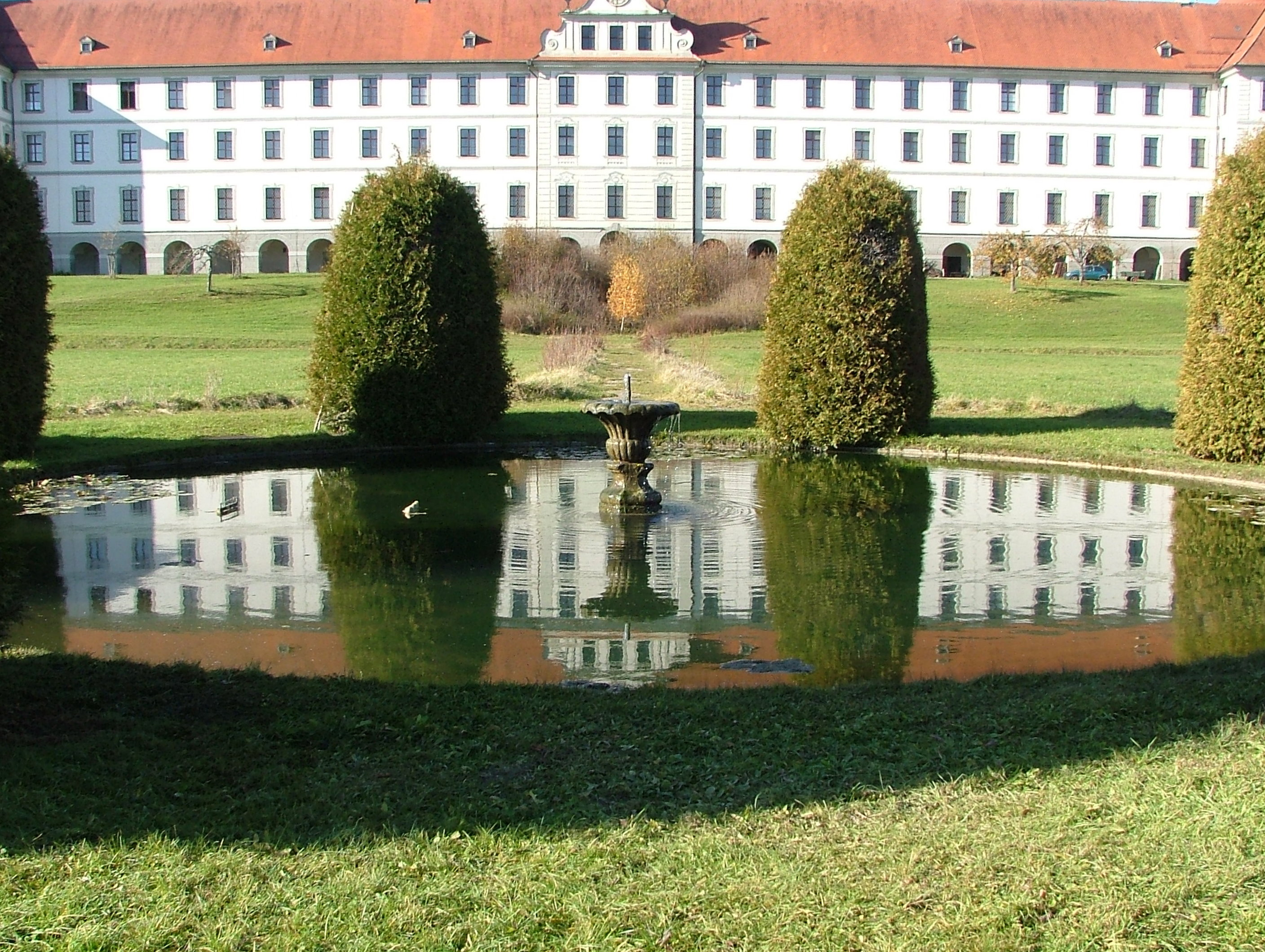
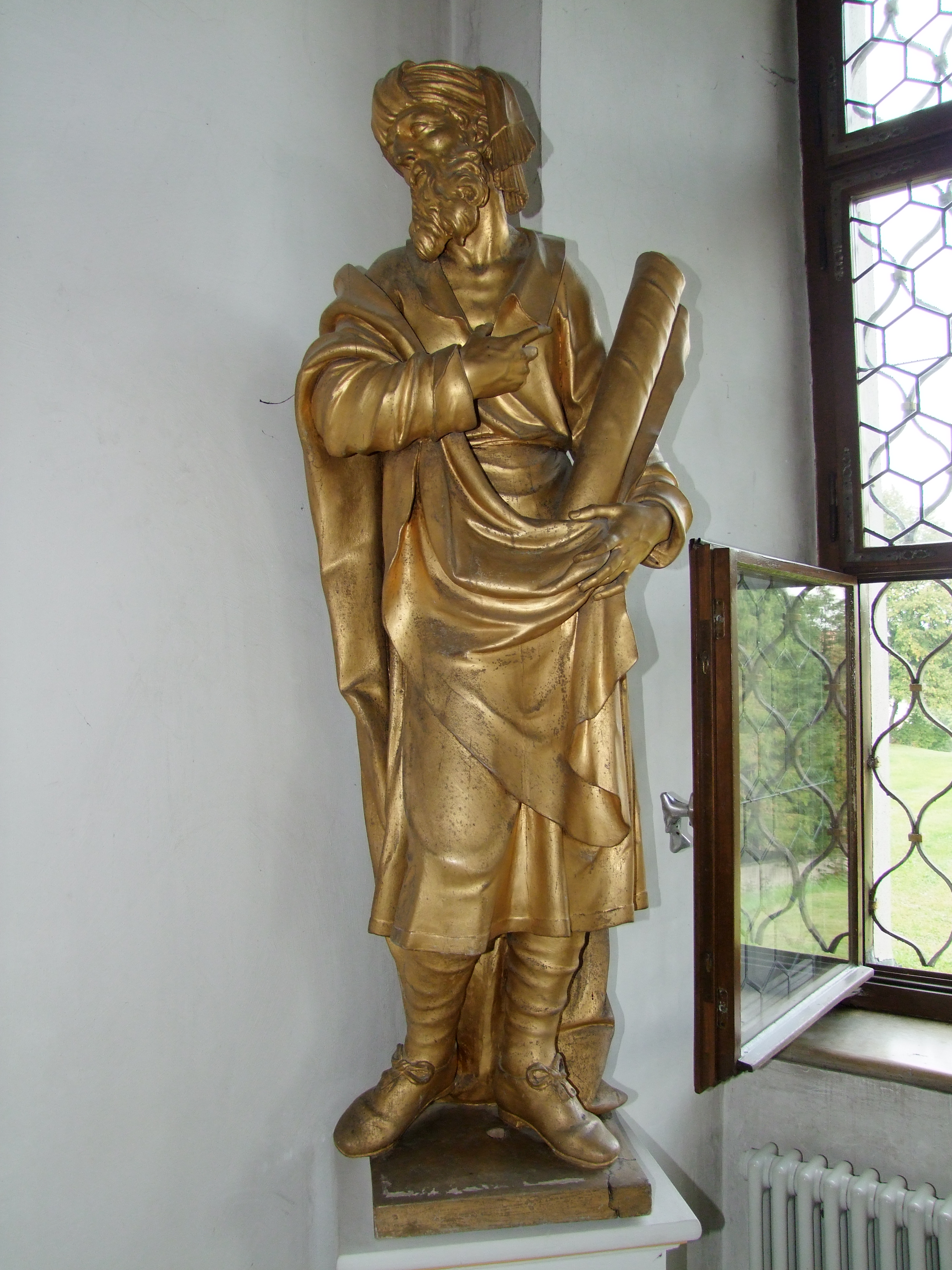
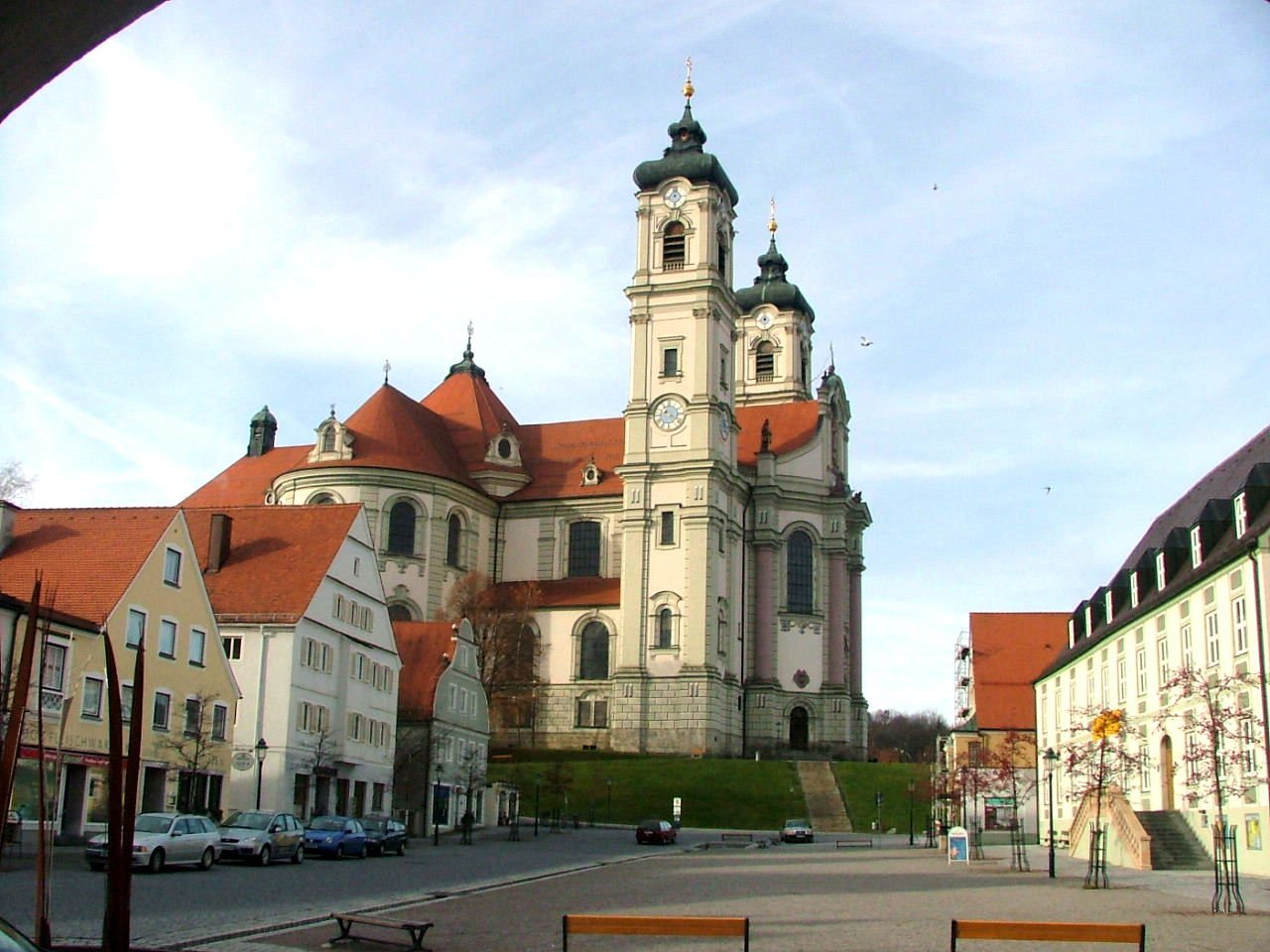
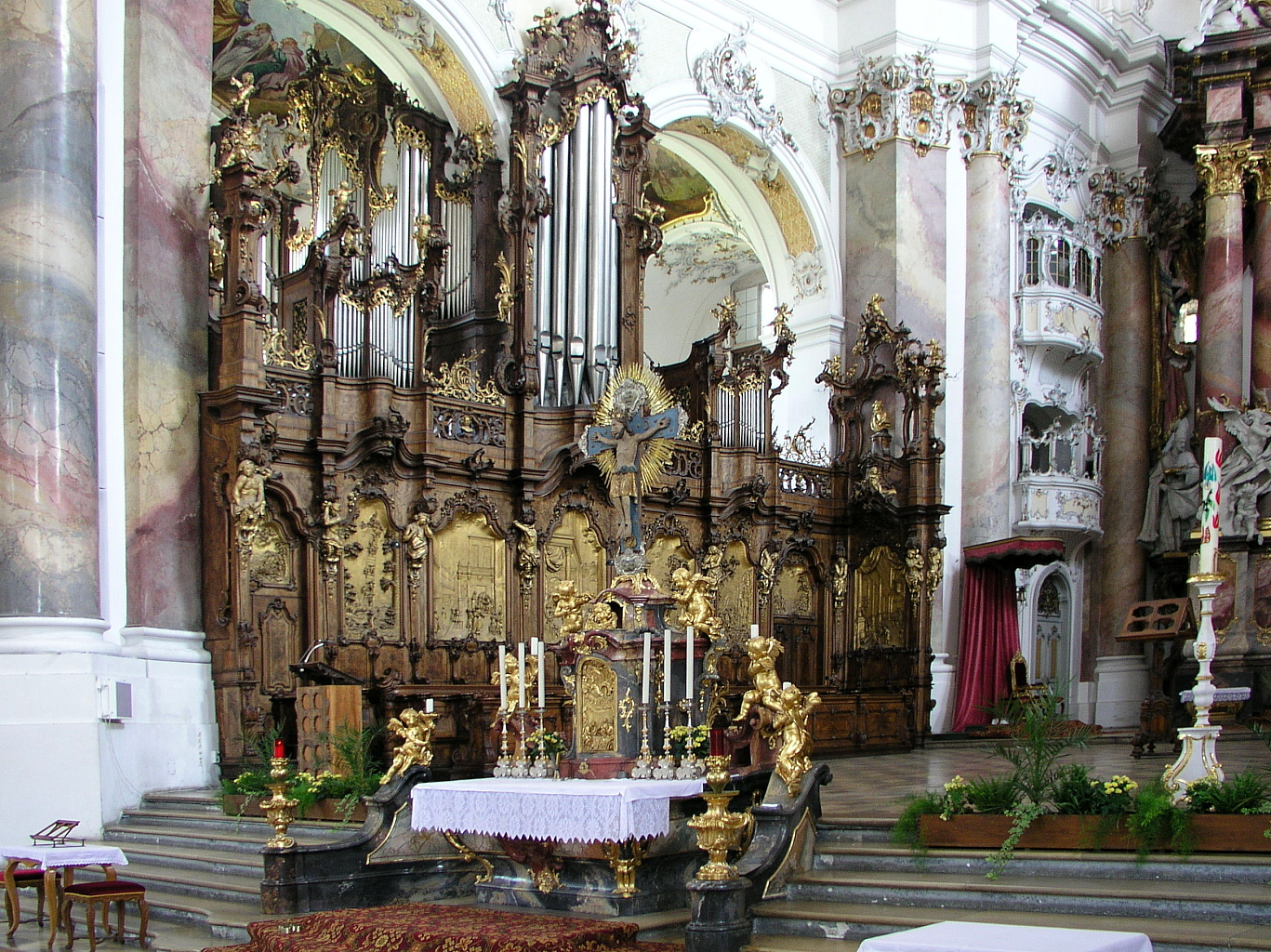
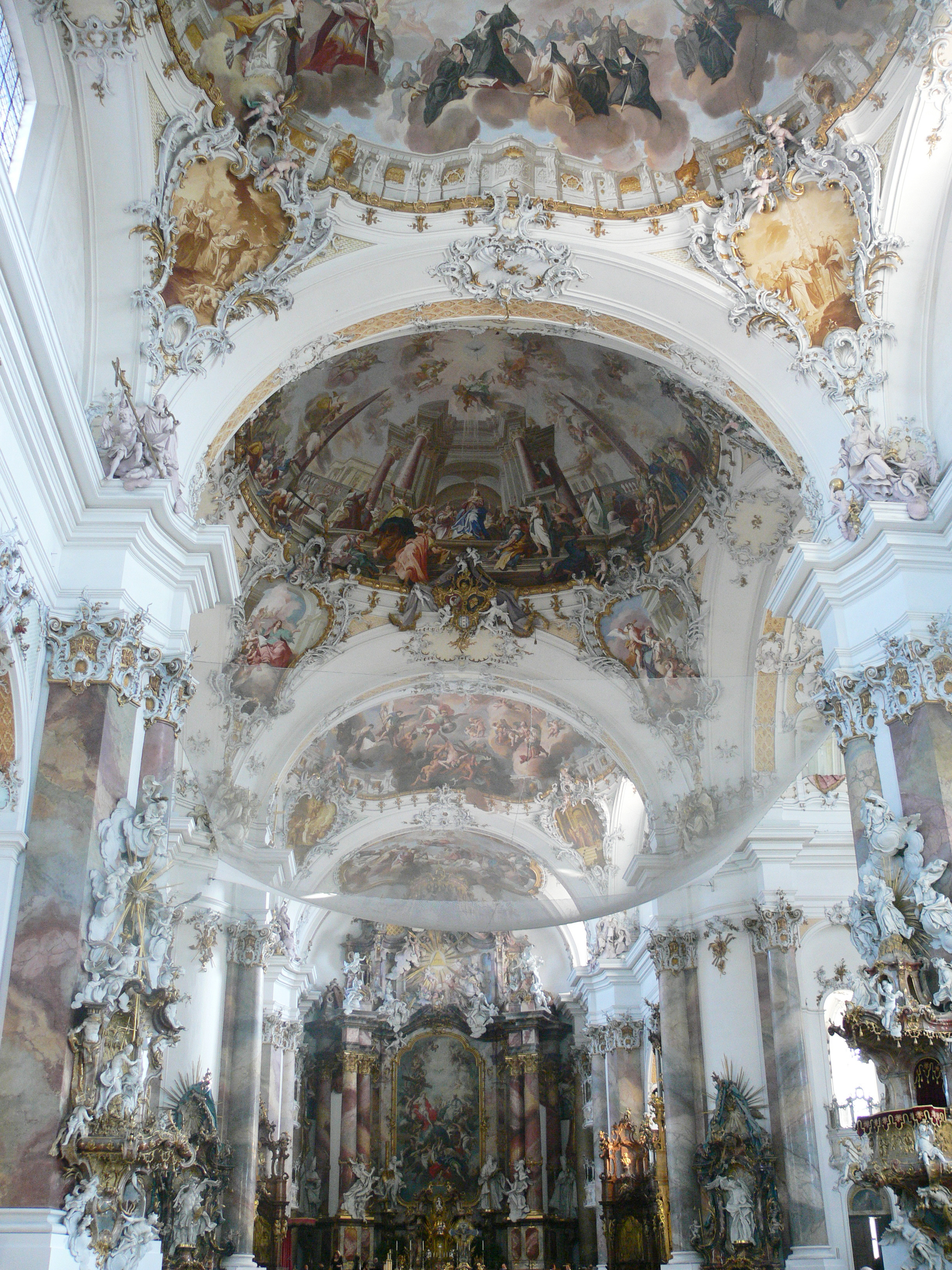
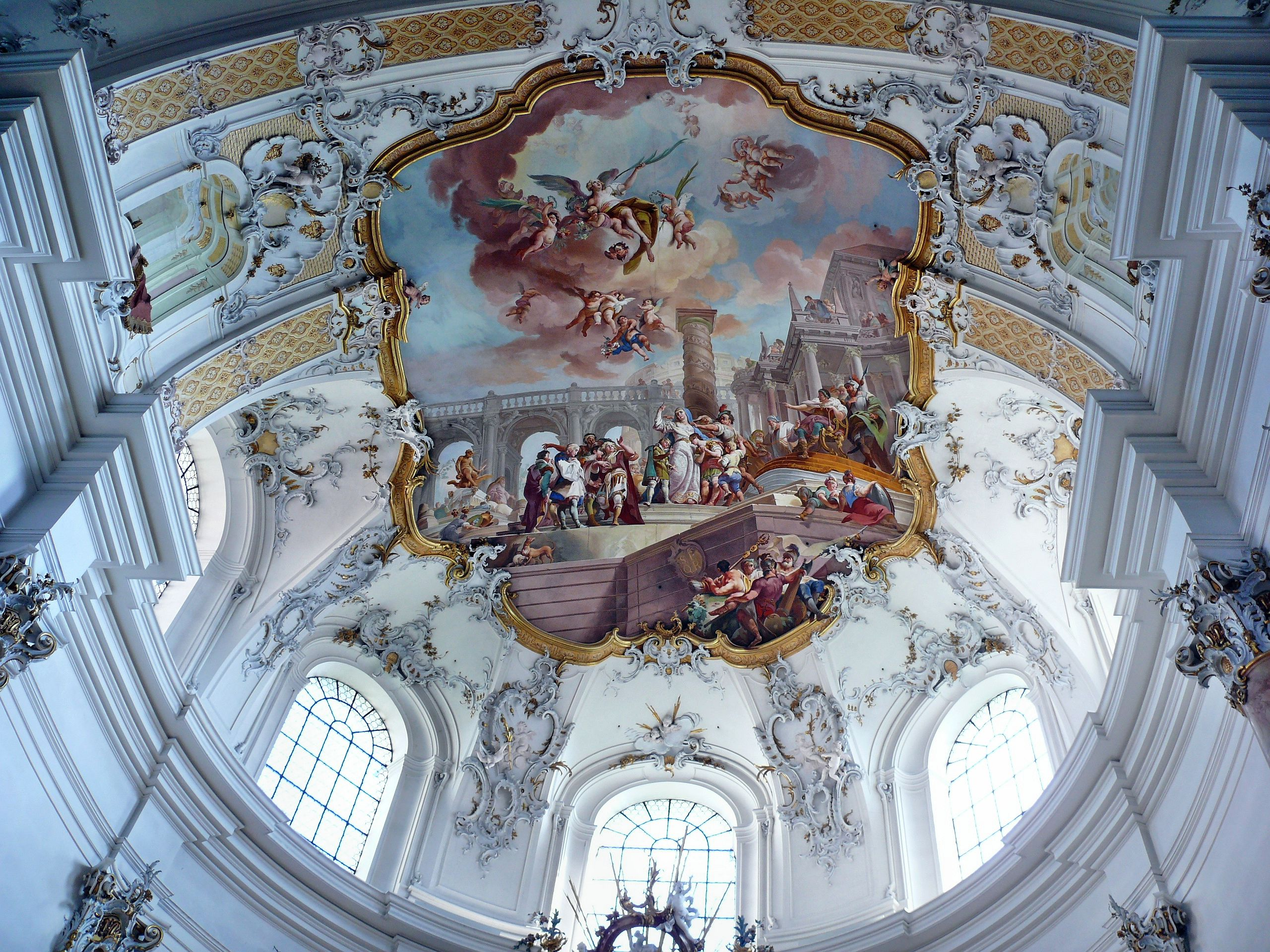